# Siergiej Kurzanow
Siergiej Michajłowicz Kurzanow (ros. Сергей Михайлович Курзанов, ur. 11 lutego 1947) – rosyjski paleontolog. 

## Życiorys
W 1970 roku ukończył studia na Wydziale Geologii Uniwersytetu Moskiewskiego. Zajmował się głównie paleobiologią gadów i ptaków mezozoiku. Opisał kilka nowych dla nauki gatunków, m.in. awimima, aliorama, amurozaura.
Na jego cześć nazwano gatunek hadrozauroida Altirhinus kurzanovi.